# 阮玉柔和
多祿公主阮玉柔和（越南语：／；1836年7月31日—1929年8月7日），越南阮朝明命帝第五十二女，生母惠嬪陳氏勳。

## 生平
明命十七年六月十八日（1836年7月31日），阮玉柔和在順化皇城出生。嗣德六年（1853年），公主18歲，下嫁新泰子胡文奎次子胡文奢。嗣德二十二年（1869年），嗣德帝封柔和為多祿公主。保大四年七月三日（1929年8月7日），公主去世，享年九十四歲，諡號不詳，葬於承天府香水縣居正總楊春社（今屬承天順化省香水市社）。
多祿公主與駙馬胡文奢之子胡春烜蔭授錦衣校尉，孫胡文灼蔭授翰林院典籍。